# Нурфолл
Нурфолл — бывшая коммуна в фюльке Нурланн, Норвегия. Административным центром коммуны являлась деревня Нурфолл.
Она была образована когда коммуна Нурфолл-Кьеррингёй была разделена на Нурфолл и Кьеррингёй 1 января 1906 года. В тот момент население Нурфолла составляло 1 485 жителей.
1 января 1964 года коммуна была включена в состав соседней коммуны Стейген. В то же время большая часть дистрикта Мёрсвикботтен была передана от Нурфолла Сёрфоллу. Перед слиянием население коммуны составляло 1 212 человек.